# Ormopterum
Ormopterum es un género de plantas pertenecientes a la familia Apiaceae. Comprende 2 especies descritas.

## Taxonomía
El género fue descrito por Schischk. & Kom. y publicado en Flora URSS 16: 597. 1950. La especie tipo es: Ormopterum turcomanicum (Korovin) Schischk.

## Especies
A continuación se brinda un listado de las especies del género Ormopterum aceptadas hasta septiembre de 2012, ordenadas alfabéticamente. Para cada una se indica el nombre binomial seguido del autor, abreviado según las convenciones y usos.
- Ormopterum tuberosum Nasir
- Ormopterum turcomanicum (Korovin) Schischk.